# وابس
وابس (به آلمانی: Waabs) یک شهر در آلمان است که در رندسبورگ-اکرنفورده واقع شده‌است.
 وابس  ۱٬۴۵۲ نفر جمعیت دارد.